# Arthur Arz von Straussenburg
Báró straussenburgi Arz Artúr (németül: Arthur Freiherr Arz von Straussenburg), (Nagyszeben, 1857. június 16. – Budapest, 1935. július 1.) erdélyi szász származású magyar katonatiszt, császári és királyi vezérezredes, az első világháború sikeres katonai vezetője, 1917-től 1918-ig az Osztrák–Magyar Monarchia haderőinek vezérkari főnöke.
Nagy múltú erdélyi szász nemesi családból származott. 1876-ban érettségizett a nagyszebeni evangélikus líceumban, majd tanulmányait a nagyszebeni jogakadémián folytatta, ahonnan azonban az első tanév leteltét megelőzően önkéntes szolgálatra jelentkezett egy császári és királyi vadászalakulathoz. Önkéntes szolgálati idejét követően hivatásos tiszti pályára lépett, és elvégezte a bécsi Hadiiskolát (Kriegsschule). A következő években különböző csapattesteknél és a vezérkarnál töltött be pozíciókat, 1902-től ezredes, majd 1908-ban vezérőrnagyi rendfokozatot kapott. 1912-től altábornagy, majd a rákövetkező évben a bécsi Hadügyminisztériumba helyezték osztályvezetőnek (Sektionschef).
Az első világháború kitörését követően a 15. gyalogos hadosztály parancsnokává nevezték ki, majd a kassai VI. hadtest parancsnokságát átvéve oroszlánrészt vállalt az 1914. november 28. és december 18. között zajló limanovai csatában és a májusi gorlicei áttörésben, melyeknek köszönhetően a központi hatalmak erőinek sikerült megállítani az orosz csapatok előrenyomulását a keleti fronton. 1915 augusztusában gyalogsági tábornokká léptették elő, majd 1916-ban az I. hadsereg élére nevezték ki, mely pozícióban sikeresen vette föl a harcot a számbeli fölényben lévő román csapatokkal azok erdélyi offenzívája során, és részt vett Románia megszállásában.
1917. március 1-jén IV. Károly magyar király sokak meglepetésére a sikeres harctéri parancsnokot nevezte ki a közös hadsereg vezérkari főnökévé a posztról távozó Franz Conrad von Hötzendorf helyére. Regnálása alatt az osztrák–magyar csapatok jelentős sikereket értek el mind a keleti, mind az olasz fronton, a caporettói áttörés során a központi hatalmak erői jelentős vereséget mértek az olasz erőkre, azonban a kellő utánpótlást és német támogatást nélkülözve végrehajtott újabb osztrák–magyar támadás (második piavei csata) súlyos vereséggel végződött, és végzetesen meggyengítette a védekezésre kényszerülő erőket. A központi hatalmak haderőinek döntő vereségét látva Arz felügyelete mellett a Monarchia 1918. november 3-án Padovában fegyverszünetet kötött Olaszországgal. A haderő főparancsnoki tisztéről lemondó uralkodó, IV. Károly Arz tábornokot kérte fel a poszt betöltésére, ő azonban elhárította a kinevezést.
A háború után a tábornok nyugdíjba vonult, és Bécsbe költözött. A Monarchia szétesését követően nyugdíját megvonták, és szűkösen élt, volt császári tisztek által létrehozott pénzalap segélyében részesült, majd 1925-től a magyar kormány is folyósított számára kegydíjat. 1933-ban magyar állampolgárságot kapott és hivatalos lakhelye Budapestre került át, itt hunyt el 1935-ben.

## Származása, ifjúkora

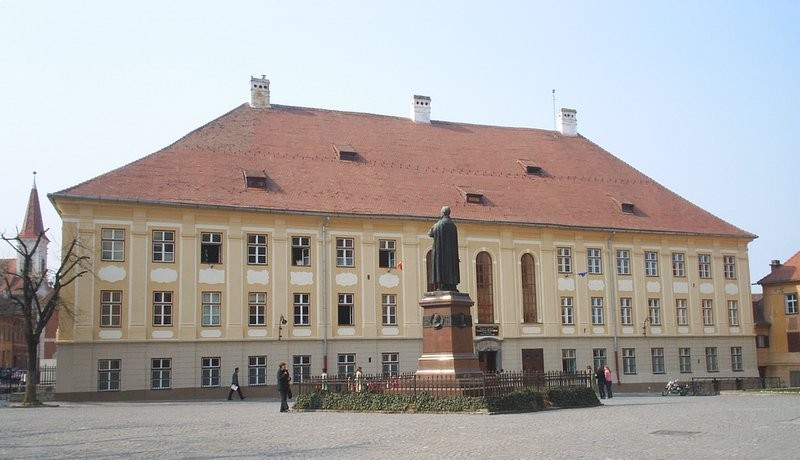
A nagyszebeni evangélikus líceum (ma Samuel von Brukenthal Főgimnázium) épülete napjainkban

A nagy múltú erdélyi szász, nemesi származású straussenburgi Arz család sarjaként született. A család legrégebbi ősei valószínűleg a Mosel és a Rajna folyók vidékéről származtak. A von Straussenburg nemesi előnevet még Arthur nagyapja, Martin Samuel Arz (1798–1851), keresztényszigeti lelkész, 1825 és 1835 között a nagyszebeni káptalan esperese, egyben császári és királyi pénzügyi tanácsos örökölte Daniel Gottliebtől, az erdélyi kormányzótanács tagjától, aki 1835. május 31-én örökbe fogadta őt, ezáltal megakadályozva a nemesi cím férfiágon való kihalását (Gottlieb ősei a Klein családból kerültek ki, Johann Klein besztercei főbíró nyerte el a nemesi oklevelet a „von Straussenburg” névvel 1701-ben I. Lipóttól). Édesapja, Karl Arz von Straussenburg előbb postamester volt, majd magánzó (vállalkozó), később földbérlőként dolgozott, anyja a szászvárosi születésű Luise Pfaffenhube volt. A házaspárnak Arthur volt a középső gyermeke, bátyja, Karl az öccséhez hasonlóan a katonai pályán helyezkedett el, húguk, Helena Berta Laura 1859 márciusában született.
Artúr középiskolai tanulmányait a nagyszebeni evangélikus líceumban (ma Samuel von Brukenthal Főgimnázium, románul Colegiul Național „Samuel von Brukenthal”) végezte, de 1870-ben Drezdában volt vendégtanuló a szász főváros legrégebb óta működő tanintézményében, a Kreuzschuléban is. Nagyszebeni tanulóévei eredményei alapján nem volt jó tanuló, nyolcadik osztályos osztályozónaplója szerint csak hittanból és matematikából kapott jó érdemjegyet, a többi tantárgyakból közepes vagy elégséges osztályzatokat szerzett. 1876-ban érettségizett, közepes eredménnyel. Középfokú tanulmányait befejezve a nagyszebeni jogakadémián kezdett el tanulni, ahol az első évben többek közt jogi, politikai és közgazdasági ismereteket sajátíthatott el, de már 1876 szeptemberében önkéntes katonai szolgálatra jelentkezett. Önkéntes katonaként Arznak összesen tizenkét hónapnyi katonai szolgálatot kellett ellátnia, többek közt olyan feltételek mellett (a többi önkéntes katonához hasonlóan), hogy maga választhatta ki állomáshelyét, nem kellett kötelezően laktanyában laknia, mentesült a kiképzés keményebb része alól, nem kellett őrszolgálatot ellátnia, továbbá civil tanulmányait is folytathatta katonai szolgálata mellett.
Arz az önkéntes szolgálatát a közös hadsereg egyik elitalakulatában, a 23. tábori vadászzászlóaljban (Feldjäger-Bataillon) töltötte. Felettesei szerint az ifjú „szorgalmas, tiszteletteljes, szófogadó, bajtársias, alárendeltjeivel szemben tapintatos, és jó érzésű, udvarias, készséges, derűs, nyitott, jó felfogású és kiváló gyorsasággal tájékozódik”, emellett kiemelték fizikai adottságait, jó lövészképességeit és becsületes jellemét is. Önkéntes szolgálatával párhuzamosan Arz jeles eredménnyel befejezte a nagyszebeni jogakadémia első tanévét, azonban azt követően, hogy 1877. szeptember 23-án letette a tartalékos tiszti vizsgát és befejezte önkéntes szolgálatát, úgy döntött, hogy nem folytatja az őt (saját bevallása szerint) egyáltalán nem érdeklő jogi tanulmányokat, helyette a hadsereg kötelékében maradva hivatásos katonai pályára lépett.

## Katonatiszti pályája

### Pályafutásának kezdete

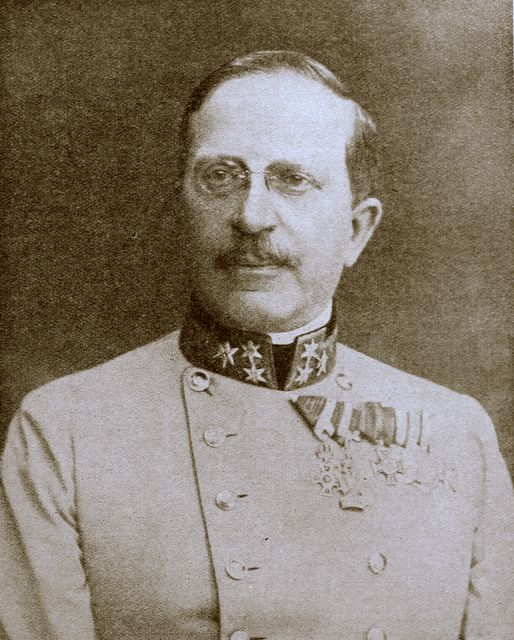
Arthur Arz von Straussenburg ezredesként az 1900-as évek elején

A tartalékos tiszti vizsgákat követően Arz 1878. június 1-jétől egy újabb, kiegészítő vizsga letétele után a vadászzászlóalj hivatásos hadnagya lett. Erdélyben állomásozó egysége a határvédelemben vett részt, kis méretű erődök védelmét látta el, és egy ilyen kis méretű állomáshely parancsnoka lett a pályakezdő tiszt is a Vöröstoronyi-szorosban. 1878 végéig századtisztként tevékenykedett, majd előbb műszaki tiszti beosztást kapott, később már az új önkéntesek kiképzésének irányításában vett részt. 1880 szeptemberétől zászlóaljának adjutánsa lett. Az ifjú hadnagy az elkövetkező néhány évben is erdélyi állomáshelyeken (Nagyszeben, Székelyudvarhely és Marosvásárhely) teljesített szolgálatot, mely lényegében eseménytelenül telt. A földrajzi távolságból kifolyólag egysége nem vett részt Bosznia-Hercegovina 1878-as okkupációjában, a fiatal tiszt pedig eredménytelenül próbálta megpályázni, hogy tagja legyen a Perzsiába utazó osztrák–magyar tiszti küldöttségnek, és hogy bekerülhessen a gróf Teleki Sámuel vezette, Afrikába induló expedíció tagjai közé.
Bár Arznak a külföldi szolgálattétellel kapcsolatos tervei kudarcba fulladtak, felettesei figyelemmel követték a jó munkabírású, nagy szakértelmű és jó adottságokkal bíró tisztet, és a hadnagy az ő javaslatukra nyert felvételt a bécsi Hadiiskolába (Kriegsschule), a birodalom legfontosabb vezérkari tisztképző intézményébe. 1885–87 között főhadnagyi rangban járt az iskolába, amelyet közepes eredménnyel végzett el. A vizsgák után rövid időre visszakerült szülővárosába, a 23-asokhoz, majd 1888-ban Banja Lukára, a 13. gyaloghadosztály vezérkarához osztották be.
1888-ban Bécsbe vezényelték, majd két év után, 1890. október 1-jei hatállyal ismét Boszniába került, ahol másodosztályú századosi rangban a XV. hadtest vezérkari osztályának fogalmazótisztje lett. 1891. május 1-jétől elsőosztályú százados. Arz feladatait becsületesen és hozzáértően végezte, mellyel felettesei megbecsülését is kivívta. 1892. október 27-én áthelyezték, az Olmützben állomásozó 5. gyaloghadosztály vezérkarához került. 1893-ban ismét Bécsbe került, ahol a II. hadtest fogalmazótisztjeként tevékenykedett. A II. hadtest vezérkari osztályának tagjaként két éven át báró Anton von Schönfeld táborszernagynak (Feldzeugmeister), a hadsereg egyik főszemlélőjének (Generaltruppeninspekteur) szárnysegédjeként szolgált. Közben 1896. május 1-jén őrnaggyá léptették elő. Schönfeld halálát követően, 1898-tól a II. hadtest vezérkarában töltötte be a második törzstiszt pozícióját. 1898. november 1-jétől alezredesi rangban szolgált. Jó kapcsolatokat épített ki a hadtest vezérkari főnökével, Rohr Ferenc ezredessel, de a hadtest parancsnoka, Jenő főherceg is felfigyelt széles látókörére, világos látásmódjára, kiváló helyzetmegítélési és döntési képességeire. Az az évi vezérkari tanulmányúton a közös hadsereg vezérkari főnöke, Friedrich von Beck-Rzikowsky táborszernagy pozitív jellemzést írt róla („Nagyon készséges, szorgalmas és értelmes. Hadsereg-parancsnoksági vezérkari főnökként jól teljesített”).
1901–02 között csapatszolgálatot teljesített a 34. gyalogezrednél, majd 1902. május 1-jén ezredessé léptették elő, és visszahelyezték a haderő vezérkarának igazgatási irodájába (Direktionsbüro), amely személyügyekkel és a katonai közigazgatás ügyeivel foglalkozott. 1903 májusában ennek az irodának a vezetőjévé nevezték ki. Pozíciójában a hivatali munka mellett igen fontos szerep jutott számára az éves császári hadgyakorlatokon is: ő látta el a császár főhadiszállásának vezetését. Békeszerető természete és jó emberismerete révén a személyi kérdéseket nagy hatékonysággal tudta megoldani, felettesei teljes megelégedésére. Az 1906-ban felmentett Beck tábornok helyére érkező, elődjétől eltérő habitussal rendelkező Franz Conrad von Hötzendorf tábornokkal is kiegyensúlyozott munkakapcsolatot tudott fenntartani. Arz ezredes sikerrel vett részt Conrad reformjaiban, melyek a hadsereg fejlesztését, a csapatok és a vezérkar kiképzésének átalakítását tűzték ki célul.
Ebben az időben magánéletében is jelentős változások történtek. Kassai tartózkodása idején, 1903-ban megnősült, egy tehetősnek mondható magyar nemesi család leányát, Tomkaházy és Falkusfalvy Thomka Stefániát vette feleségül. 1904. április 3-án megszületett kislánya, Arz Stefánia (Steffy).
1908. november 1-jén Arz Artúr ezredest vezérőrnaggyá (Generalmajor) léptették elő, és kinevezték a budapesti 61. gyalogdandár (Infanteriebrigade) parancsnokává. Budapesti szolgálata során kifejezetten a kiképzési feladatokkal foglalkozott, a hadtest tiszti iskolájának a vezetését is átvette, a mindennapok hivatali világából kiszakadva az oktatómunkában lelte örömét. Az 1911. őszi hadgyakorlatok értékelésekor kimagasló minősítést kapott Jenő főherceg altábornagytól, a XIV. hadtest parancsnokától. Ennek eredményeképpen 1912-ben magasabb beosztásba került, kinevezték a miskolci 15. gyaloghadosztály (Infanterietruppendivision) parancsnokának. Ezt hamarosan követte az altábornagyi kinevezés (1912. május 12-én). Egy évvel később, 1913-ban a bécsi Hadügyminisztériumba helyezték osztályvezetőnek (Sektionschef). Ebben a beosztásban igen fontos feladatokat látott el, ő felelt a csapatok mozgósításának, felvonulásának és felszerelésének ügyeivel, melyek jelentősége a világháború kitörésével még jobban felértékelődött.

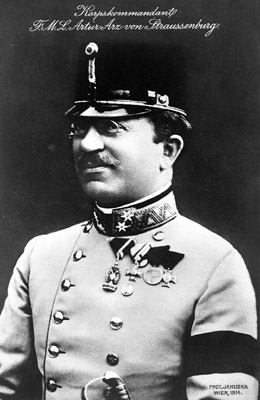
Arz altábornagy 1914 körül

### A világháború kitörésekor
1914-ben, a világháború kitörésekor Arz altábornagy a Kriegsministerium mozgósításért felelős csoportfőnökeként a Császári és Királyi Hadsereg mozgósításáért és a csapatok frontra szállításáért felelt. A frontra szállítást Arz irányította a minisztériumból, az operatív feladatokat két vezérkari tiszt, Johann Straub von Burgauhof (az AOK vasúti szállításokért felelős osztályának vezetője) és Emil Ratzenhofer (a csapatok Oroszország elleni felvonulásának lebonyolításáért felelős tiszt) végezte. Bár a Monarchia már a háború előtt készített terveket a csapatok felvonulására, a Szerbia elleni hadműveletek gyors megtorpanása és a vártnál gyorsabban végbemenő orosz mozgósítás következtében a Monarchia már a háború első hónapjaiban elhúzódó, kétfrontos háborúra kényszerült, melyre az ország hadi és szállító gépezete nem volt kellőképpen felkészítve.
A meginduló harci cselekmények hatására Arz kérelmezte a főparancsnokságtól frontszolgálatra való áthelyezését, melyet hamarosan elfogadtak, és az altábornagyot szeptember 2-án ismét a 15. gyalogos hadosztály parancsnokának nevezték ki, mely Alfred Edler von Schenk altábornagy ideiglenes vezetése alatt az előző napokban súlyos veszteségeket szenvedett el az oroszok ellen vívott komarówi ütközetben (a hadosztály az eredeti parancsnokát és vezérkari főnökét is elvesztette a harcok során). Bár az ütközet győzelemmel zárult, a galíciai osztrák-magyar csapatok jobbszárnyán való orosz előretörés miatt az itteni csapatok is visszavonulásra kényszerültek.
Arz vezetésével a 15. gyalogos hadosztály maradéka kivonult Komarów körzetéből, de alig kezdett hozzá egysége újraszervezéséhez, amikor mindössze néhány napnyi hadosztályparancsnoki ténykedés után, szeptember 4-én magasabb parancsnoki beosztásba helyezték. A 3. hadsereg élére kerülő Svetozar Borojević tábornoktól vette át a VI. (kassai) hadtest parancsnokságát, mely a 15. gyaloghadosztály mellett magába foglalta a 27. gyaloghadosztályt, továbbá 38. magyar honvédhadosztályt. A 15. hadosztály parancsnokságát Joseph Mark ezredesnek adta át, akit három hetet követően ismét Schenk altábornagy követett.

### A kassai VI. hadtest parancsnokaként
1914. szeptember 7-én átvette a kassai VI. hadtest parancsnokságát, mellyel a hadsereg-főparancsnokság szeptember 11-i parancsa értelmében a többi galíciai csapattesttel együtt az orosz bekerítést elkerülendő megkezdte szervezett visszavonulását. Szeptember 12. és 14. között a hadtest katonái átkeltek a San folyón, és szeptember 27-ére elérték a számukra kijelölt új állomáshelyet a Biala nyugati partján. Arz irányításával megkezdődött az egység újraszervezése (az előző hetek küzdelmeiben a hadtest tiszti állományának 70%-át, legénységi állományának 60%-át vesztette el), amelyet nehezítettek az időjárási és harci körülmények miatt tomboló kolera-, vérhas- és tífuszjárványok, melynek következtében maga az altábornagy is megbetegedett.
Szeptember végétől a galíciai osztrák-magyar csapatok jelentős csapaterősítést és nagy mennyiségű utánpótlást kaptak, az osztrák hadvezetés pedig a német vezérkarral egyetértésben egy ellentámadás megindításáról döntött még szeptember 18-án, melynek célja az októberben várhatóan meginduló nagy erejű orosz támadás megelőzése, késleltetése volt. A német és az osztrák-magyar vezérkar egyeztetett terve szerint a német 9. hadsereg Szilézia felől támadva Varsó és a dęblini erőd között tört előre a Visztuláig, és megkísérelte bekeríteni az osztrák csapatokkal szemben álló orosz délnyugati front jobbszárnyát, míg ezt támogatandó az 1. osztrák-magyar hadsereg előrenyomult a San folyóig, lekötve az itteni cári csapatokat. Az 1. hadsereg részeként a VI. hadtest azt kapta feladatául, hogy a szeptemberi visszavonulás során feladott területeket foglalja vissza, és keljen át a San folyón. Arz vezetésével október első hetében a hadtest már a San folyó partján harcolt, de nem sikerült az eső által megáradt folyó túlpartján tartós hídfőállásokat kiépíteni. A Rudnik helysége felé ellentámadást indító orosz erőket Arz csapatai megállították, de a hónap végén a kassai hadtestet is kivonták a térségből a Visztula térségében bekövetkező vereség következményeképp (Visztulai csata).
1914 novemberében újabb német támadásra került sor, a Posentől (ma Poznań) keletre átcsoportosított német 9. hadsereg a 8. hadseregből odairányított erősítésekkel együtt november 11-én Łódź irányába tört előre. Célja a Łódź körül állomásozó orosz 2. hadsereg bekerítése volt. Arz VI. hadtestét jelölték ki, hogy a támadó német erők balszárnyát fedezze. November 16-án az osztrák–magyar VI. hadtest támadást indított, és Iwanowice közelében szétverte az ellenséges erőket, azonban két nap múlva az oroszok megállították a támadást mind a front ezen részén, mind Łódźtól nyugatra. A német vereség ellenére a Sziléziába való közvetlen orosz betörés veszélye elhárult, ugyanakkor a Krakkónál, illetve a Krakkó és a Kárpátok között védekező osztrák-magyar erőkre nehezedő nyomás egyre nagyobbá vált, az orosz előrenyomulás már Magyarország belső területeit veszélyeztette.

#### Limanovánál és a Kárpátokban
A hadsereg vezérkari főnöke, Conrad von Hötzendorf november végére új támadó hadműveletet dolgozott ki, mely a félkörben széthúzódó orosz arcvonal, a Krakkó felé előrenyomuló 3. és a délen, a Kárpátok mentén harcoló 8. orosz hadsereg között létrejövő 100 kilométeres hézagot hivatott kihasználni, melyet csak néhány orosz lovasegység ellenőrzött. A haditerv szerint a Krakkó elé visszavont 4. osztrák-magyar hadseregből három hadosztályt titokban a déli hadszíntérre szállítanak át, és egy odavezényelt német hadosztály támogatásával betörnek az orosz seregek közti hézagba, és délről átkarolva bekerítik és megadásra kényszerítik az orosz 3. hadsereg harcoló alakulatait, míg az orosz 8. hadsereget lekötik a Kárpátoknál harcoló egységek. A december 4-én meginduló támadás során a résbe betörő Josef Roth altábornagy három gyaloghadosztálya és három lovas divíziója eleinte sikeresen előre tudott nyomulni, elfoglalta Limanovát, azonban a meglepetésből felocsúdó orosz hadvezetés a Kárpátokból átvezényelt VIII. orosz hadtest bevetésével a támadó alakulatok bekerítésével fenyegetett. A déli áttörés megakadályozására Roth december 8-án Arz altábornagyot bízta meg a német tartalék és a parancsnoksága alá rendelt ún. Hadfy-csoport (a kassai 39-es gyaloghadosztály és a 10. lovashadosztály huszárezredei) irányításával, és kiadta számára, hogy „akadályozza meg az ellenség előretörését Kanina felől Limanova irányába, [...] és vesse vissza az ellenséget a Dunajecig”. Így a limanovai csatában Arz – a 4. hadsereg jobbszárnyának irányítójaként – az ütközet kulcsfigurájává vált, határozott beavatkozása és a gyalogosan harcoló huszárok emberfeletti küzdelme révén az orosz hadsereg szárnytámadását a Roth seregcsoport ellen sikeresen visszaverték, majd az altábornagy vezetésével ellentámadásba mentek át a csapatok. Az ellenség balszárnyának bekerítését Arz altábornagy tervezte meg, és döntő mértékben az ő csapatai hajtották végre. December 11-én került sor a csata legvéresebb összecsapásaira, melyek során Arz katonái sikerrel foglalták vissza a Golców hegyet, a 38. hadosztály a Kárpátokból megérkező, Szurmay Sándor vezette honvéd felmentősereggel együtt bevette Újszandecet (Nowy Sącz). A hadművelet az oroszok elleni győzelemmel végződött, az egész keleti frontot a központi hatalmak számára átmenetileg sikerült stabilizálni.
1914 novemberétől 1915 áprilisáig Arz volt a gorlicei terület parancsnoka. Az 1915. január 23-án kezdődő kárpáti offenzíva (mely a németek északi, a Mazuri-tóvidék mentén végrehajtott támadásával egy időben indult meg) során az Uzsoki- és Vereckei-hágó felé kellett előretörni a 3. osztrák-magyar hadseregnek, míg a szárnyakon lévő hadseregek lekötik a velük szemben álló orosz erőket. Arz hadteste a balszárnyon a Jasło vidéki támadás sikeres végrehajtását kapta feladatul. A meginduló offenzíva eleinte sikereket ért el (a 3. hadsereg visszafoglalta az Uzsoki-hágót), azonban a szélsőséges időjárási körülményekkel szemben felkészületlen csapatok támadása megakadt, és az orosz ellentámadás ismét kritikus helyzetbe sodorta a monarchia csapatait. Arz a 4. hadsereg balszárnyán csak kisebb, helyi jelentőségű sikereket tudott elérni, míg a centrumban támadó 3. hadsereg számára fokozatosan csoportosították át a szárnyak erőit, hogy – Conrad tervei alapján – véres harcokban az ellenséget felőrölve felmentsék a közel féléve orosz ostrom alatt álló Przemyśl erődöt. A hatalmas emberveszteségek ellenére a hadművelet nem érte el célját, a megfogyatkozott, ellátmány nélküli védősereg 1915. március 23-án megadta magát. A front megmerevedett, a Kárpátokban tervezett újabb osztrák-magyar támadásnak a meginduló orosz támadás szabott gátat (a „húsvéti csata”), melyet óriási áldozatok árán vertek vissza a központi hatalmak katonái.

#### Ismét a galíciai hadszíntéren

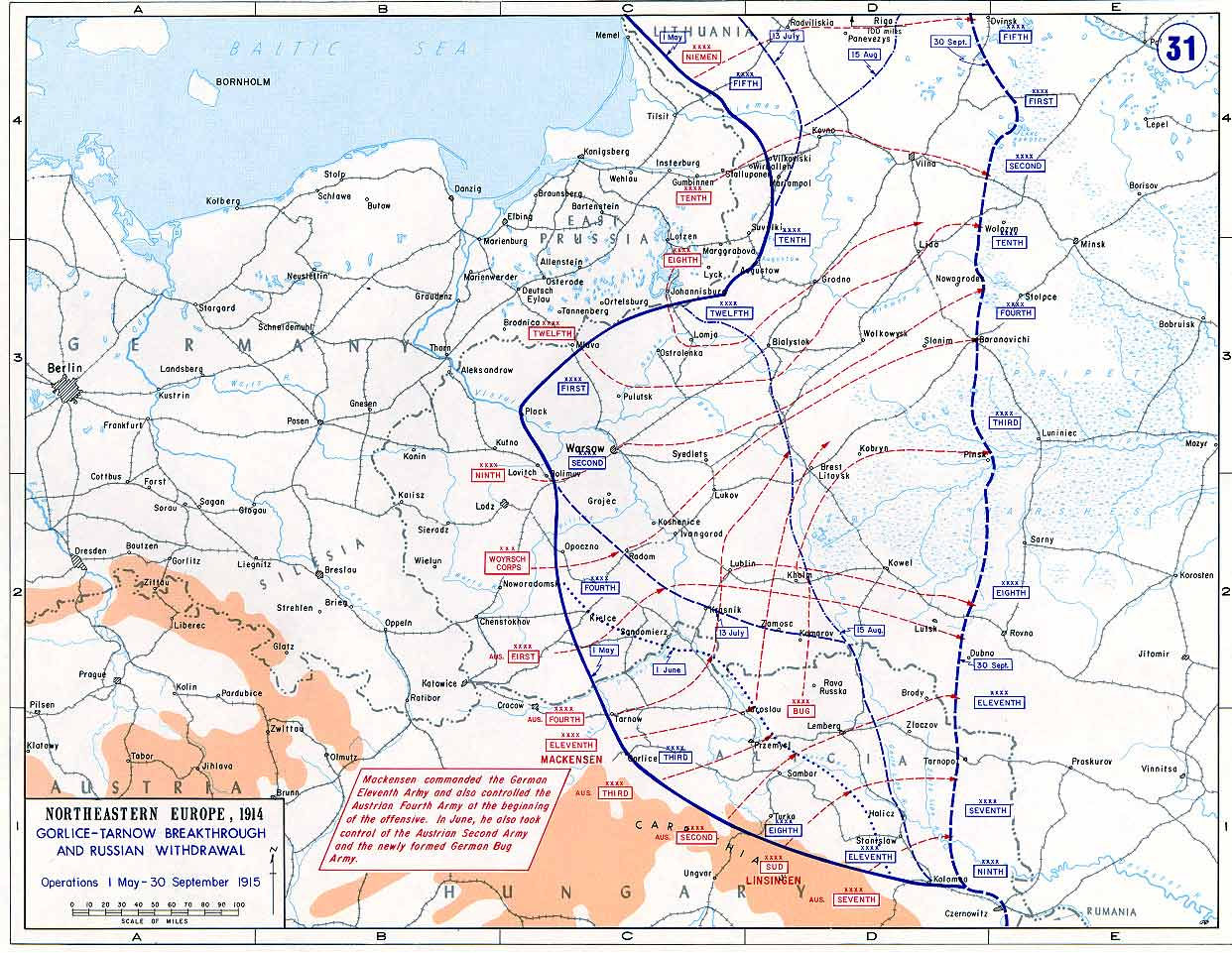
A gorlice–tarnówi offenzíva (1915. május 2. – június 22.)

Az 1915 első hónapjaiban vívott przemyśli és kárpáti harcok jelentős erőket kötöttek le a központi hatalmak haderejéből, ezért a német hadvezetés úgy látta, hogy a döntés kikényszerítése a nyugati fronton csak egy, a keleti front egészére kiterjedő katonai csapás (tehermentesítő offenzíva) végrehajtását követően lehetséges, melynek érdekében viszonylag rövid időn belül jelentős csapaterősítéseket küldtek a keleti frontra. Az átszállított négy német hadosztályból megszervezett 11. német hadsereg parancsnoka August von Mackensen tábornagy (Generalfeldmarschall) lett, akit bár névlegesen az osztrák-magyar katonai főparancsnokság irányítása alá osztottak be, gyakorlatilag önállóan tevékenykedett, továbbá a német vezérkari főnök, Erich von Falkenhayn kikötései alapján Conrad a német hadsereg alá osztotta be Arz VI. hadtestét egy osztrák-magyar lovashadosztállyal együtt. A tervezett csapás színhelyéül a Tarnów városától délre fekvő Gorlice falvát választották ki a központi hatalmak, vele szemközt állt fel a Biała folyó mentén Mackensen hadserege a hozzá beosztott kassai hadosztállyal együtt József Ferdinánd főherceg és Svetozar Borojević tábornokok seregei közé ékelődve, jelentős túlsúlyt alkotva a velük szemben lévő frontszakaszon.
Arz csapatai kiemelkedő szerepet játszottak és vállaltak az 1915 májusában vívott gorlice–tarnówi csatában, amely gorlicei áttörés néven került be a hadtörténelembe. A frontszakaszra vezényelt katonai erő és az odaszállított tetemes mennyiségű hadianyag mellett a hadvezetés kiemelt fontosságot szentelt a titoktartásnak, így a támadás napját csak a kijelölt időpont előtt két nappal hozták nyilvánosságra a tisztek számára. A támadás a szokásosnál rövidebb, de nagy erejű tüzérségi előkészítést követően vette kezdetét május 2-án a gyalogság általános rohamával, mely sikeresen áttörte az ellenséges vonalakat. Arz erői először a megerősített Pustki hegyet foglalták el precíziós tüzérségi tüzet követően, majd a 39. gyaloghadosztály bevette a Wiatrowski-magaslatot, melyet a visszavonuló orosz erők üldözése követett. Május 6-án heves harcok árán átkeltek a Wisłokán, majd május 7-e estéjén Arz bevette Krosnót. Május közepéig a központi hatalmak mintegy 150 kilométerrel szorították vissza a cári csapatokat, hatalmas mennyiségű foglyot és hadianyagot zsákmányolva, ugyanakkor maguk is jelentős veszteségeket szenvedtek (csak Arz május 8-áig 4-6 ezer embert vesztett el a harcok következtében).
A gorlicei áttörést követően a központi hatalmak hadvezetése a sikert kihasználva átfogó hadműveletbe kezdett a keleti fronton. Arz hadteste a német mozgó tüzérség fedezete mellett május 6-án már a San folyón kelt át, és megerősített hídfőállást hozott létre a folyó keleti partján. Május 22-ére elérték Zolkiewet, így húsz nap alatt csaknem 250 kilométert nyomultak előre sikeresen. A monarchia csapatainak előrenyomulását azonban a fokozódó orosz ellenállás és a cári csapatok helyenként végrehajtott ellentámadásai lassították, az olasz hadba lépés miatt pedig csapatokat kellett elvonni a frontszakaszról. Június 1-jén Kalników közelében egy orosz ellentámadás súlyos helyzetbe hozta a Hadfy Imre vezette 39. gyaloghadosztályt, azonban az Arz által személyesen vezetett ellenlökés visszaszorította az ellenséget. Hamarosan Arz csapatai ugyanott harcoltak, ahol 1914 szeptemberében is (maga az altábornagy Javornik Polskiban ugyanabban a házban szállt meg, ahol 1914 őszén bélfertőzése miatt betegeskedett). Június 3-án a kassai 34. gyalogezred is részt vett Przemyśl visszafoglalásában, a központi hatalmak június 22-ére visszafoglalták Lemberget.
Galíciai visszafoglalását követően a hadszíntér Közép-Lengyelország területére tevődött át, ahol a 11. német hadsereg, a 4. osztrák-magyar hadsereg és az újonnan felállított ún. Bug-hadsereg sikeresen folytatta az offenzívát, bár az időközben kiépülő orosz védelmi vonalak miatt immár lassabb ütemben. A hónap elején erősítéshez jutó VI. hadtest a július 15-én kezdődő offenzíva negyedik napján koncentrált tüzérségi tűz segítségével áttörte a Wolica patak mentén kialakított orosz védelmi vonalat, július 31-én a német csapatokkal együtt bevette Lublint, majd augusztus 1-én elfoglalta az orosz védelem centrumában lévő Cholm–Piaski műút ellenséges állásait. A hadjárat végét Breszt-Litovszk bevétele jelentette, melynek során az ekkor a Bug-hadsereg alá beosztott Arz csapataival délnyugatról támadva az erődrendszert véres kézitusát vívott az orosz védőkkel, augusztus 23-ra a kassai honvédek elfoglalták a kobylanyi és a koroszcyni överődöket, miközben a német csapatok behatoltak a városba, és megtisztították a fellegvárat. A város augusztus 26-án esett el.
A győzelmek mind Arz tábornoknak, mind hadtestének dicsőséget és elismertséget hoztak, és Arz kivívta a szövetséges parancsnokság elismerését is. 1915. augusztus 23-án gyalogsági tábornokká léptették elő, októberben pedig megkapta a legmagasabb porosz katonai kitüntetést, a Pour le Mérite érdemrendet.
1916 nyarán Arz hadteste is súlyos harcokat vívott a Bruszilov orosz tábornok nevével fémjelzett orosz offenzíva elleni védekezésben. Június 4-én az orosz haderő mintegy négyszáz kilométeres frontvonal mentén indított nagyszabású gyalogsági támadást. Az addigi támadó hadműveletekkel ellentétben a hosszú tüzérségi előkészítés helyett rövid és intenzív tüzérségi zárótüzet követően indult rohamra a gyalogság, élükön speciális osztagokkal, melyek a tüzérségi tűz által szétzilált védelmi vonalak gyenge pontjait támadták közvetlenül (későbbiekben ezt a taktikát a központi hatalmak hasznosították és ún. rohamcsapatokat – Stoßtruppen – vetettek be az 1918-as tavaszi offenzíva során, illetve az olasz fronton). A támadás azonnali sikereket hozott, az orosz erők Luck és Okna mellett sikeresen áttörték a szétzilált osztrák-magyar 4., illetve 7. hadsereg arcvonalát, és mélyen előrenyomultak. Június 8-án bevették Luckot, a 4. hadsereg parancsnokát, József Ferdinánd főherceget is csak hajszál híján sikerült kimenteni, ezrek kerültek hadifogságba. Arz hadteste az offenzíva megindulásakor Karl von Pflanzer-Baltin 7. hadseregének balszárnyán állt, s bár a támadás fő iránya nem ezt a szektort érte, a hadtest súlyos veszteségeket szenvedett. Arz egyik ezrede gyakorlatilag megsemmisült az offenzíva első hetének végére, a 39. hadosztály helyzete kritikussá vált, míg a 12. hadosztály is a hadtest egészével visszavonulásra kényszerült. A front összeomlását csak a beérkező német alakulatok, és a Dél-Tirolból átvezényelt osztrák-magyar erősítés állította meg, melyek a Kárpátok vonalán stabilizálták a frontvonalat. Az orosz területnyerés mindkét félnek hatalmas áldozatokba került, az osztrák-magyar hadsereg minden bizonnyal csak a német segítség következtében kerülte el a teljes összeomlást, a vezető osztrák főtisztek közül többeket (József Ferdinánd, Pflanzer-Baltin, Puhallo) leváltottak. A szintén kudarcot valló Arz ugyanakkor nem vált kegyvesztetté a hadvezetés szemében, és nem sokkal később új beosztásban szülőföldjére, Erdélybe került, ahol neki kellett felkészülnie a Bruszilov-offenzíva után várható román hadba lépésre.

### Az 1. hadsereg parancsnoka,Erdélyvédője

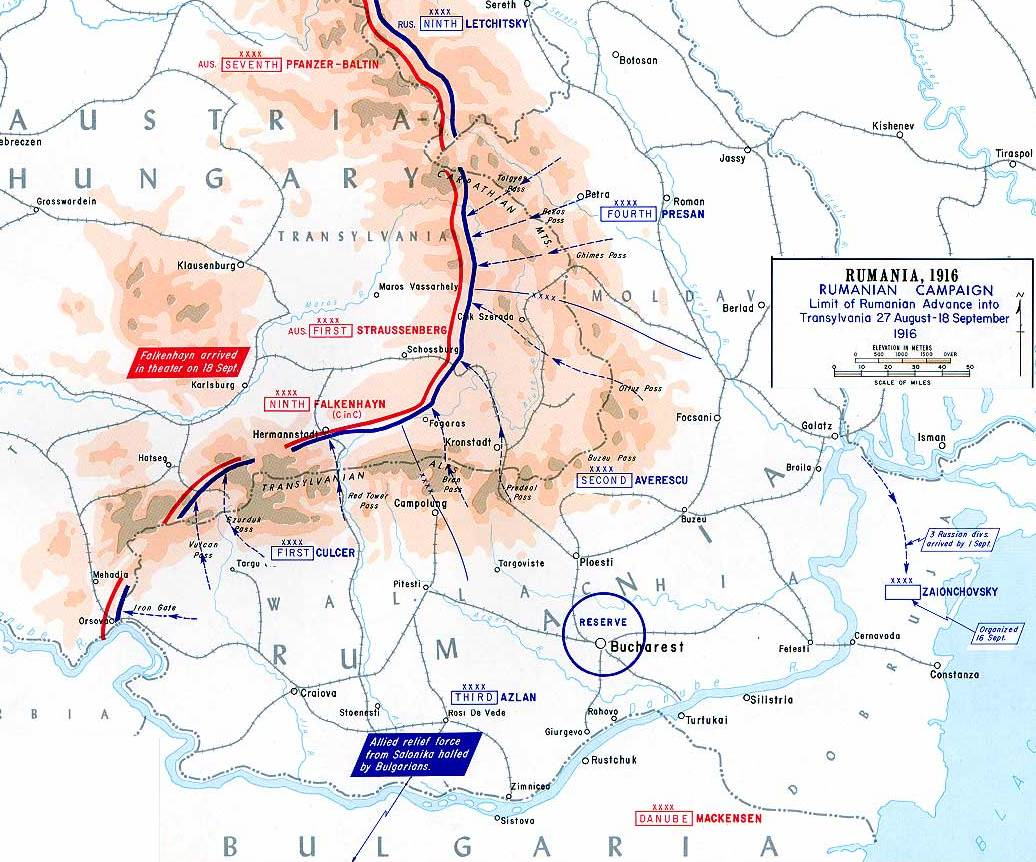
Erdély védelme 1916–17.

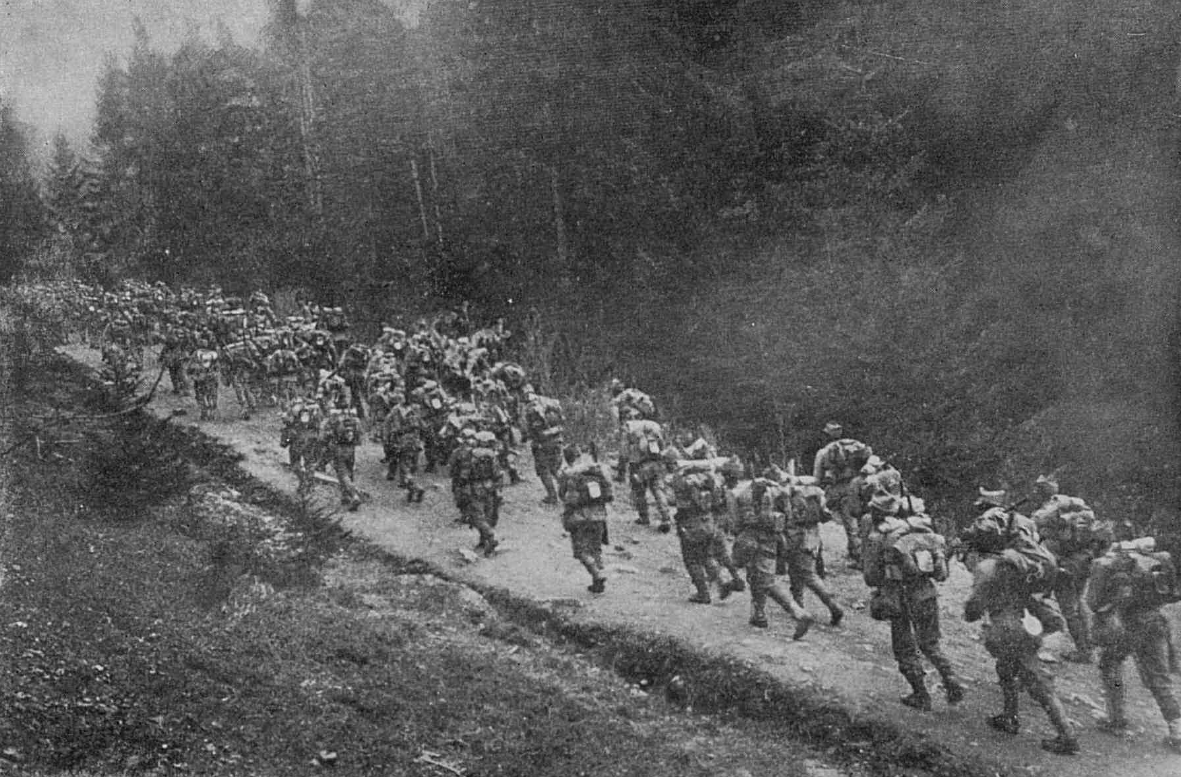
Román katonák nyomulnak előre a Kárpátokon keresztül Erdély belseje felé

1916 augusztusára Románia sikeresen lezárta az antant hatalmakkal folytatott alkudozását a háború után neki juttatandó magyar területekről, és küszöbön állt a román hadsereg hadba lépése a központi hatalmak ellen. Ezért az 1916 nyarán a galíciai hadszínteret elhagyó Arz tábornokot 1916. augusztus 16-án kinevezték az újonnan felállított 1. hadsereg parancsnokává, és Erdélybe küldték, a hadsereg szervezésére. Az új hadseregnek Erdély védelmét kellett biztosítania, ugyanakkor a megérkező Arznak a kelleténél jóval csekélyebb erő, mindössze 34 ezer katona és 76 löveg állt rendelkezésére, mellyel a teljes, 670 kilométeres erdélyi határszakasz védelmét kellett volna ellátnia. Augusztus elején a Tisza István magyar miniszterelnök által kinevezett erdélyi kormánybiztossal, Betegh Miklóssal történt első találkozásakor tette később szállóigévé vált, keserű megjegyzését: „Hadseregparancsnok vagyok, hadsereg nélkül”.
Arz a román határt öt részre osztva, az első vonalakba csekélyebb harcértékű, vámosokból és csendőrökből álló egységeket helyezett, de mivel a megfelelő védműveket is nélkülöző véderő parancsnokaként a tábornok tudta, hogy a határvonal a túlerővel szemben gyakorlatilag védhetetlen, felkészült arra, hogy a bevonuló ellenséget a Maros és a Küküllő folyók mentén kell megállítania. Az első vonalak mögött a tartalékot a 11. honvéd lovashadosztály alkotta, de fontos szerep jutott az országrész védelmében az erdélyi bányászokból létrehozott zászlóaljaknak is (a bányászok a román betörés napjáig folytatták munkájukat a tárnákban, mely igen fontos volt a hadigazdaság számára). Röviddel azután, hogy megérkezett Kolozsvárra, a hadsereg főhadiszállására, 1916. augusztus 28-án bekövetkezett a román támadás, melynek során három román hadsereg (1., 2., 4.) lépte át a magyar határt és rövidesen a határ egész vonalán 10-20 kilométeres, egyes helyeken 60-80 kilométeres mélységben előretörtek.
Szeptember elején az 1. hadsereg felvette a harcot az Erdélybe betörő románokkal, jelentős létszámbeli hátránya ellenére. A harcot a román túlerő mellett nehezítette az is, hogy a román csapatok elől civilek tízezrei, magyarok, szászok és Erdély más lakói menekültek az ország belseje felé, melyre a hadvezetés nem volt felkészülve, továbbá a menekültáradat teljesen igénybe vette a hadsereg szállításához szükséges vasúthálózatot. A nehézségek ellenére Arz tábornok sikeres taktikával erőteljesen ellenállt, hadserege kitartóan lassította az ellenség előnyomulását az erősítés megérkezéséig. Arz és az 1. hadsereg kitartásának jelentőségére jól rávilágítanak Nagybaczoni Nagy Vilmos, későbbi honvédelmi miniszter 1923-ban megjelent A Románia elleni hadjárat c. munkájában leírtak: „...Ha tehát megállapíthatjuk, hogy az erdélyi hadjárat sikerét a 9. (német) hadsereg erélyes és céltudatos hadműveletei hozták meg, azt is le kell szögeznünk, hogy ezen sikerekhez az alapot az 1. hadseregnek önfeláldozó és szívós védekezése teremtette meg. A dobrudzsai eseményeknek a román főparancsnokságra gyakorolt hatása mellett csakis az 1. hadsereg szívós kitartásának köszönhető, hogy a románok túlerejük dacára sem tudtak a Maros vonaláig előrejutni és így lehetővé vált, hogy az ellentámadás a Maroson innen, a legkedvezőbb feltételek között indulhatott meg akkor, amidőn a román csoportok még nem egyesültek”.
A román támadás hírével párhuzamosan osztrák-magyar, majd német csapatok érkeztek erősítésként az erdélyi hadszíntérre, mely hamarosan stabilizálódott, majd a központi hatalmak vették át a kezdeményezést. A szeptember második felében meginduló ellentámadás főerejét az osztrák-magyar és német erőkből felálló 9. német hadsereg alkotta, melynek a parancsnoka a leváltott vezérkari főnök, Erich von Falkenhayn volt. Az Erdélyben felsorakozó hadseregek offenzíváját megkönnyítette az, hogy a központi hatalmak Bulgáriából kiinduló déli offenzívája (Mackensen ún. „Duna-hadserege”) jelentős erőket vont el az erdélyi hadszíntérről, mely által a támadó csapatok érvényesíthették erőfölényüket. Arz hat hadosztállyal a Keleti-Kárpátokat védte, továbbá neki kellett fedeznie a 9. hadsereg keleti irányú hadműveleteit. A 9. hadsereg szeptember végén és október elején súlyos csapást mért a román 1. illetve 2. hadseregre (nagyszebeni és brassói csata) és kiszorította őket Erdélyből, míg a megerősített 1. osztrák-magyar hadsereg a 4. román hadsereget kényszerítette visszavonulásra. Nyolc hét alatt a határon túlra szorították a román támadókat.
A nagyszerű hadvezetési siker Arz közvetlen elöljárójából, Károly trónörökösből, a hadseregcsoport parancsnokából is tiszteletet és elismerést váltott ki és az ősz folyamán két alkalommal is személyes látogatást tett a tábornok főhadiszállásán. Más magas rangú parancsnokok sem fukarkodtak a dicsérő jelzőkkel, Franz Conrad von Hötzendorf vezérkari főnök szerint Arz „bebizonyította, hogy energetikus és határozott vezető a legnehezebb helyzetekben is”. Az Isonzó-hadsereg legendás parancsnoka, Svetozar Borojević vezérezredes ezt írta róla: „Tiszteletre méltó, nemes jellem, kimagasló képességű vezénylő tábornok.”
A győztes erdélyi harcokat követően a központi hatalmak hadvezetése döntést hozott a Románia elleni offenzíva megindításáról. Az áttörést Falkenhayn hadseregére bízták, míg Arznak, akinek hadseregét 2 német hadosztállyal erősítették meg a német előretörést kellett fedeznie és a Bodzai-szorostól Bukovináig terjedő vonalban készült fel a harcra. 1916. november 11-én indult meg a támadás, mihelyt a német Kühne-hadseregcsoport áttört a Szurdok-szoroson és a Vulkán-hegységen, november közepén megfutamította a románokat a Zsilvásárhely körüli harcokban, majd Craiováig előrenyomulva a főváros, Bukarest felé fordult. Kühne-hadseregcsoportjával együtt az egész erdélyi német–osztrák-magyar erő támadásba lendült, melyhez csatlakozott Mackensen Bulgária felől előrenyomuló hadserege is. A román csapatok rendezőtlenül hátráltak és a központi hatalmak csapatai december 6-án bevonultak Bukarestbe. Az offenzíva nem állt meg a fővárosnál, Mackensen december második felében tovább támadott észak, a Szeret folyó alsó folyása felé, melyhez csatlakoztak Arz kárpáti erői is. Az orosz csapatokkal is megtámogatott román erők nem tudtak hatásos ellenállást kifejteni, január elejéig tartó harcok során Arz elfoglalta a kárpáti hágókat, és több helyen Moldvába hatolt, Mackensen pedig 1917. január 8-án elfoglalta Foksányt. Románia döntő része a központi hatalmak megszállása alá került.

### Vezérkari főnökként

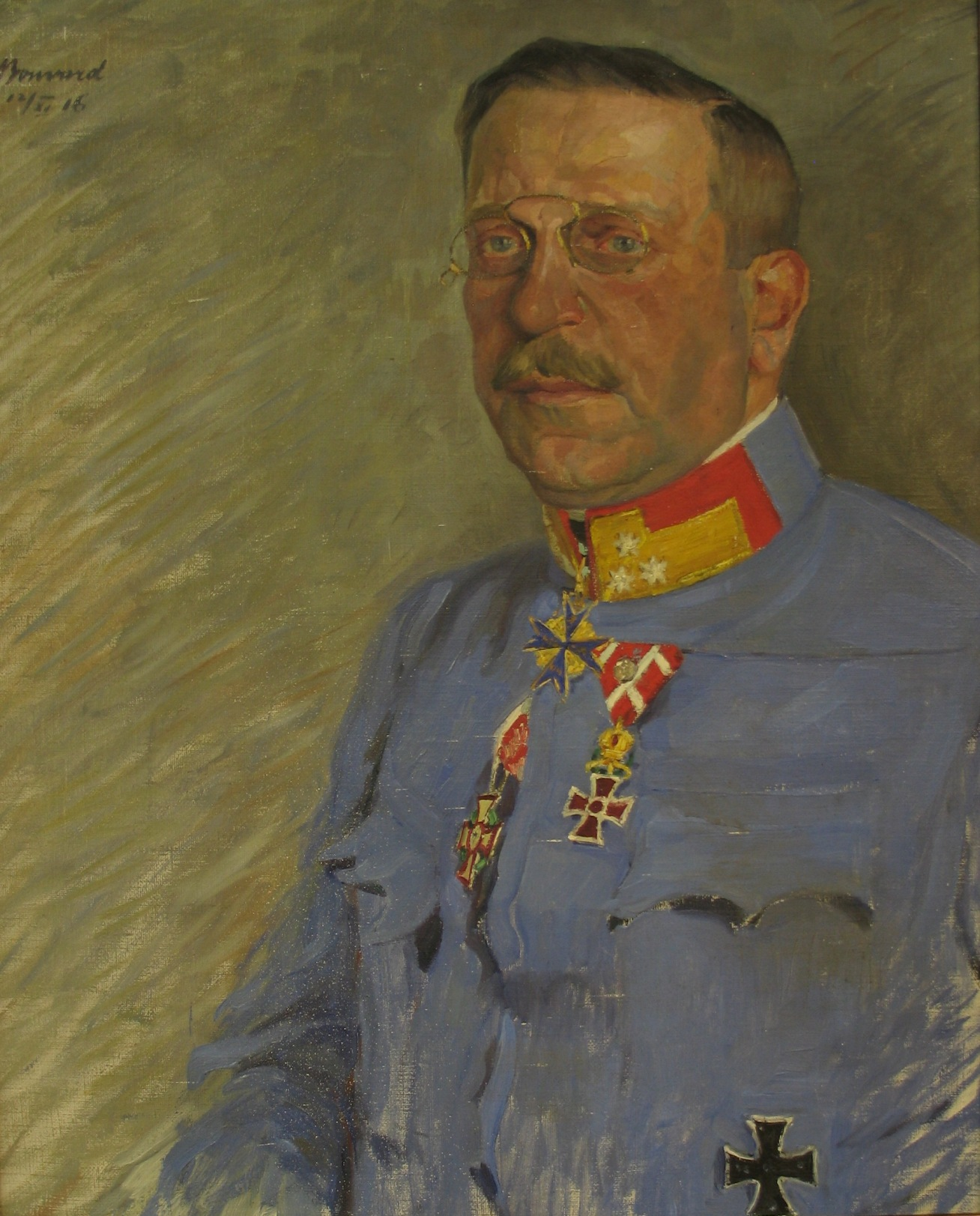
Arz Arthur von Straussenburg gyalogsági tábornok portréja (Hugo von Bouvard, Heeresgeschichtliches Museum)

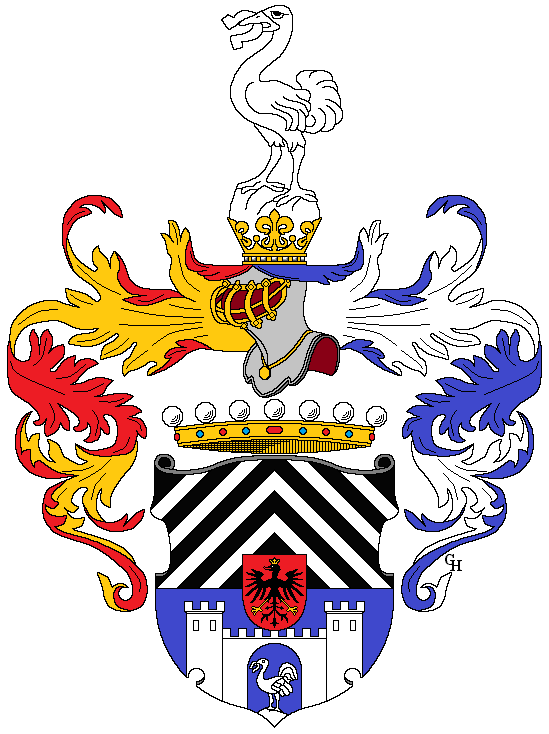
IV. Károly által Arz gyalogsági tábornoknak adományozott bárói címer

1916. november 21-én elhunyt Ferenc József császár és király. Az új uralkodó, I. Károly császár (IV. Károly néven magyar király) már 1917 elején napirendre tűzte a különbéke kérdését, hogy még a katonai vereség előtt megegyezésre juthasson, megelőzze a háború utáni forradalmi megmozdulásokat, ezzel átmenthesse a birodalmat a háború utáni időkre. Első lépésként jelentős személycseréket hajtott végre a Monarchia vezetésében. Közös külügyminiszterré Burián István helyett Ottokar Czernint, a volt bukaresti követet nevezte ki. Az 1916. október 21-én meggyilkolt gróf Karl von Stürgkh osztrák miniszterelnök helyére Károly bizalmasa, Heinrich von Clam-Martinic gróf lépett, de 1917 elején Bécsben Tisza István magyar miniszterelnök menesztését is mérlegelték. Az uralkodó a főhadiszállást áthelyezte a sziléziai Teschenből (ma: Cieszyn és Český Těšín) az alsó-ausztriai Badenbe.
1917. március 1-jén az uralkodó leváltotta a vezérkar éléről Franz Conrad von Hötzendorf vezérezredest. Helyére sokak meglepetésére Arz tábornokot helyezte. Egyes (főleg brit) hadtörténészek szerint az új császár a vereség küszöbén nem egy innovatív és szárnyaló (de gyakorlati kudarcokat elszenvedő) géniuszt akart látni hadserege élén, hanem egy kisebb formátumú, módszeres szakembert, aki feltétlenül hű az uralkodó személyéhez, és híven követi utasításait. Más elemzők szerint Károly azért választotta Arz tábornokot, mert személyében egy nagy tehetségű és sikeresen működő harctéri főparancsnokot talált. Ismét mások szerint Arz békülékeny jelleméből a fiatal uralkodó arra következtetett, hogy az új vezérkari főnök nem fog apáskodni fölötte. Arz beváltotta Károly reményeit, minden tekintetben megfelelt elvárásainak. Conraddal ellentétben ő nem kezdeményezett hosszú politikai vitákat, támogatta uralkodója törekvéseit, és lojális volt a német szövetségeshez. A király még ebben az évben bárói rangra emelte. Strauszenbergi Arz Artúr, gyalogsági tábornok, vezérkari főnök 1917. április 19-én bárói címet kapott IV. Károly magyar királytól. Az 1. hadsereg parancsnokságát Rohr Ferenc báró, vezérezredes vette át Arz tábornoktól.

#### Katonai sikerek a keleti és az olasz fronton

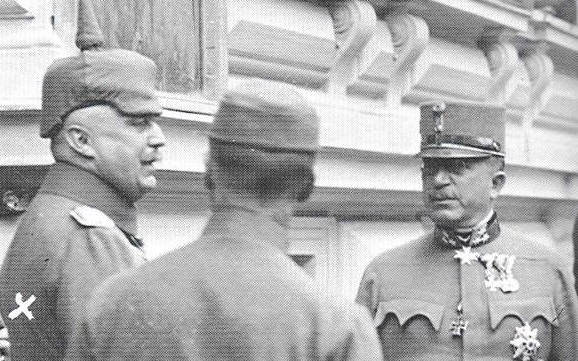
Erich Ludendorff német tábornagy (X) és Arz Artúr k.u.k. vezérezredes, vezérkari főnök a badeni főhadiszálláson.

Az 1917-es év jelentős sikereket hozott a császári és királyi hadseregnek a keleti fronton. A februári forradalom nyomán az Orosz Birodalom helyzete megingott, a cár lemondásra kényszerült, de a felálló Ideiglenes Kormány a harc folytatásáról döntött. Az 1917. július 1-jén megindult utolsó orosz offenzíva (Kerenszkij-offenzíva) következtében Koniuchy és Złóczów térségében átszakadt az osztrák-magyar 3. hadsereg arcvonala, délebbre pedig a Tersztyánszky Károly vezette 3. hadsereget is visszavonulásra kényszerítette a túlerő, kritikus helyzetbe hozva az itteni csapatokat. Galícia olajtermelése miatt nélkülözhetetlen volt a központi hatalmak számára, ezért az osztrák-magyar hadvezetés a németekkel egyetértésben azonnali ellentámadást indítottak július 19-én, mely a súlyos veszteségeket elszenvedő, ellátmányhiánnyal küszködő és a hátországi események miatt demoralizált orosz erőket sikeresen visszavetette. Az előrenyomuló csapatok augusztus 2-ára elérték Czernowitzot és hamarosan felszabadították egész Kelet-Galíciát és Bukovinát is, kiűzve az utolsó orosz erőket is a monarchia területéről. Arznak az offenzíva visszaverése jelentette az első sikerét új beosztásában. Augusztus 17-én a Katonai Mária Terézia-rend káptalanja a rend középkeresztjét adományozta a részére addigi katonai érdemei elismeréséül, az alábbi indoklással: „1914. decemberben a limanovai csatában, 1915. májustól augusztusig a gorlicei áttörésnél és Brest-Litovszk elfoglalásánál mint a VI. hadtest parancsnoka győzelmes vezetésért, továbbá 1916 őszén a Románia ellen vívott hadjáratban mint hadseregparancsnok többszörös túlerővel szemben eredményes és győzelmes vezetésért”.
A keleti fronton bekövetkezett orosz vereséggel párhuzamosan újabb nagy erejű olasz támadásra került sor az isonzói hadszíntéren (XI. isonzói csata), mely során a heves tüzérségű zárótűzzel megtámogatott olasz gyalogság augusztus 19-én sikeresen áttörte az osztrák-magyar frontvonalat, elfoglalták a Bainsizzai fennsíkot és Borojević erőit Tolmein (ma: Tolmin, Szlovénia) és Görz között 20 km szélességben, 6–7 km mélységben hátranyomták, a Trieszt elestét és a front összeomlását csak a keleti frontról felszabadult alakulatok megérkezése akadályozta meg. A legnagyobb harcok a Monte San Gabriele magaslatán folytak, ahol a többségében magyar egységek hatalmas emberáldozatok árán védték meg a hegyet az ellenséges ágyútűz és gyalogsági rohamokkal szemben.
Ha az olasz hadsereg a frontvonalon újabb támadást indított volna, a védelem minden bizonnyal megállíthatatlanul átszakadt volna, de az olasz seregek megállása értékes időt jelentett a keleti frontról való átcsoportosítások számára, Arz pedig felismerve a helyzet tarthatatlanságát még az Isonzó körüli harcok közben elkezdte kidolgozni az ellentámadás tervét. 1917. augusztus 22-én Arz az uralkodóval felkereste Ternovát, ahol a legsúlyosabb küzdelmek dúltak a legutóbbi isonzói csata során, és a terepszemle alatt az ellentámadás haladéktalan megindítását javasolta IV. Károlynak. Az uralkodó az offenzívát tisztán osztrák-magyar erőkkel kívánta végrehajtani, azonban Arz a sikert német támogatással látta elérhetőnek, és Paul von Hindenburg tábornaggyal folytatott üzenetváltás eredményeképp hamarosan hét német hadosztály (igaz bizonytalan időre) érkezett meg az olasz hadszíntérre. Arz tábornok északon, Cividale irányában készített elő nagy erejű, az újabb olasz offenzívát megelőző támadást, amely elődjének Conrad hadseregtábornok egy korábbi tervén alapult. Svetozar Borojević csapatai, az orosz frontról átszállított kilenc osztrák-magyar-és hét német hadosztályból felállított 14. hadsereggel megerősítve 1917. október 24-én kitörtek a tolmeini hídfőből. Caporetto (ma: Kobarid) és Flitsch (ma: Bovec) körzetében nagy erejű támadással (caporettói áttörés) áttörték az olasz frontot, átkeltek a hegyeken, kijutottak a Pó-síkságra, áttörték a Tagliamento folyóra támaszkodó olasz védelmet is. Az olasz erők általános visszavonulása sok helyütt fejvesztett menekülésbe csapott át, hatalmas mennyiségű hadianyag és közel háromszázezer olasz katona került fogságba, a támadást csak az angol és francia csapaterősítések beérkezése után sikerült megállítani a Piave folyónál. Jelentős stratégiai győzelem volt ez, de teljes egészében nem sikerült kiaknázni, mert Arz vezérkari főnöknek nem sikerült rávennie a német főparancsnokságot további tartalék erők harcbavetésére. Ebben megmutatkozott békülékenységének, egyezkedő jellemének első hátránya.

#### A Monarchia katonai összeomlása

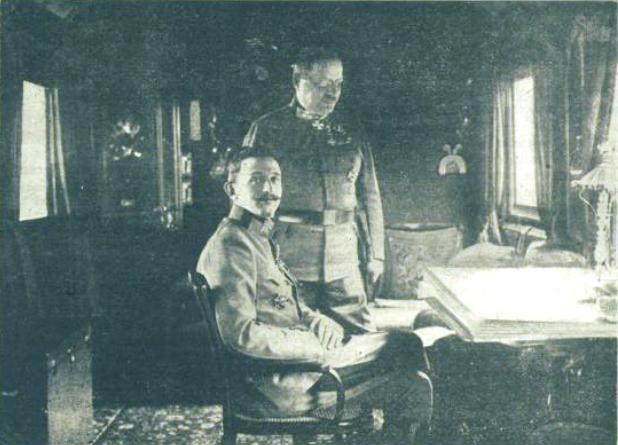
Arthur Arz tábornok, vezérkari főnök IV. Károly társaságában

1918. február 26-án Arz tábornokot vezérezredessé léptették elő. Az olasz front ebben az időszakban ismét megmerevedett, Oroszország és Románia békét kötött, ugyanakkor maga a Monarchia is vészesen kimerült. Az ország ellátási nehézségekkel küszködött, hiány volt szénből és élelmiszerekből, továbbá – részben a nemzetiségi politika megélénkülésével összefüggésben – a hátország állapota is fokozatosan instabillá vált, nőtt a dezertőrök száma. A helyzetet súlyosbította a vezérkar és az uralkodó viszonyának és (katona)politikai törekvéseinek ellentéte. Arz a tiszti kar döntő részével ekkor még szilárdan hitt a központi hatalmak végső győzelmének kivívásában, maga Arz – bár tisztában volt a csapatok kimerültségével – levélben ajánlotta fel Hindenburg marsallnak, hogy a tavasszal végrehajtandó nyugati német offenzíva tehermentesítésének céljából kész újabb támadásra az olasz frontszakaszon. Szorgalmazta ezt a Monarchia belső helyzetével és a hadsereg alacsony moráljával összefüggésben. Úgy vélte, hogy egy újabb sikeres offenzíva fölemelheti a kritikusan alacsony hadseregmorált, továbbá Olaszország háborúból való kiütésével hadosztályokat tudna átküldeni a nyugati hadszíntérre, ahol a német–osztrák-magyar egyesült erők kivívhatják a végső győzelmet. Hideg zuhanyként érte a vezérkari főnököt az, amikor 1918. április 3-án nyilvánosságra került, hogy IV. Károly 1917 tavaszától titkos különbéke-tárgyalásokat folytatott a francia kormánnyal (Szixtusz-ügy vagy Szixtusz-affér). Az eset komoly ellentéteket szült a két szövetséges között, továbbá rávilágított, hogy Károly csupán a hadsereg operatív irányításában számított Arzra, diplomáciai és más politikai jellegű ügyekben nem.
1918 tavaszán a német hadvezetés is egyre sürgetőbbnek tartotta az újabb offenzívát Olaszország ellen. A nyugaton végrehajtott német offenzíva (tavaszi offenzíva) a kezdeti előretörés után megtorpant, így szükségessé vált a Monarchia támadása az olasz frontvonalon az antant erők lekötésének érdekében. A nehéz körülmények ellenére Arz és a vezérkar bizakodóan állt a támadáshoz, noha az olasz fronton ekkor már csak osztrák-magyar hadosztályok állomásoztak, minden német erőt előzetesen átcsoportosítottak a nyugati áttörésre. Arz tervei szerint a támadást a Piave folyó középső szakasza mentén kellett volna elindítani, mert a folyó alsó szakaszán a mocsarak és sűrű csatornahálózat akadályozta az előrenyomulást, míg a felső szakaszán a Montello domb kínált remek védekezési alapot a jól felszerelt brit erőkkel is megerősítettt olaszok számára. Azonban többek közt Conrad, valamint Borojević is igényt tartott a hadművelet irányítására és eltérő tervekkel álltak elő. Conrad Dél-Tirol felől, a hegyekből leereszkedve akart a Piave mentén elhelyezkedő olasz erők hátába kerülni, míg Borojević a Piave középső részén akart áttörést végrehajtani, de további javaslatokkal állt elő József Ágost főherceg (ekkor a Borojević-hadseregcsoporthoz tartozó 6. hadsereg parancsnoka) is, aki felettesétől északabbra, a már említett Montello ellen akart támadni, míg az osztrák Alfred Krauss tábornok a Garda-tónál támadott volna. Arz kompromisszumokra hajlamos jelleméből következően el akarta kerülni, hogy bármelyik befolyásos tábornoktársával konfrontálódjon, így a végleges támadási terv mindezen változatokat gyakorlatilag magába foglalta. Ezáltal bár a Monarchia a vele szemben álló olasz-brit-francia hadseregekkel közel azonos erőt tudott felvonultatni (697 zászlóalj, 53 lovasszázad és 6833 löveg az antant 725 zászlóaljával, 100 lovasszázadával és 7550 lövegével szemben), de egy összpontosított támadással szemben a támadó erőket végzetesen szétforgácsolta, mely katasztrófához vezetett (második piavei csata). Az 1918. június 15-én megindult támadás szinte minden frontszakaszon megtorpant, és bár a folyón átkelve sikerült hídfőállásokat létesíteni, továbbá a Montello egy része is osztrák kézbe került, az előrenyomulás megtorpant, az esőzésektől megáradt Piave pedig június 19-én elsodorta az utánpótlást biztosító folyami hidakat, kritikussá téve a helyzetet. A dél-tiroli offenzíva már az első napon megakadt. A súlyos veszteségek és az offenzíva nyilvánvaló sikertelensége folytán a tábornok (uralkodói parancsra) június 20-án leállította a hadműveleteket. A kudarc ellenére az 1917 folyamán megszerzett területekből ekkor még semmi nem veszett el, de a súlyos veszteségek végzetesen meggyengítették az osztrák-magyar erőket. A kötelességtudó Arz tábornok vállalta a teljes felelősséget és háromszor is felajánlotta lemondását, de az uralkodó ezt mindannyiszor visszautasította annak ellenére, hogy Schönburg-Hartenstein vezérezredes a császár szemébe mondta: a hadsereg elveszítette bizalmát Arz tábornokban.
1918 őszén Arz a bécsi vezetés legtöbb tagjával már jól látta a központi hatalmak haderőinek elkerülhetetlen összeomlását, és a vezérkari főnök minden hatalmát latba vetette az azonnali fegyverszünet megkötéséért, hogy elejét vegye a további, értelmetlen vérontásnak. Szeptember 1-jén kelt jelentésében így írt: „Ha a kormány nem képes a harcoló hadsereget a legszükségesebbekkel ellátni, akkor a hadsereg nem tud tovább harcolni az ellenséggel, mi több, elkerülhetetlenül bekövetkeznek ugyanazok a szomorú események, amelyek Oroszországot szerencsétlenségbe döntötték”. 1918. október 24-én megkezdődött az antant erők offenzívája a Piavénál (Vittorio Venetó-i csata), és bár kezdetben a Monarchia erői még képesek voltak ellenállni, az offenzíva negyedik napján a front átszakadt, és a katonai ellenállás összeomlott. A hátországban végbement forradalmi események következtében az Osztrák-Magyar Monarchia bár formailag még létezett, de a valódi hatalom a létrejövő különböző nemzeti tanácsok kezébe került. Október 28-án Arz utasította a Viktor Weber von Webenau tábornok vezetésével felálló bizottságot, hogy az olasz féllel felvéve a kapcsolatot kezdje meg a fegyverszüneti tárgyalásokat. 1918. november 3-án a Monarchia megkötötte Olaszországgal a padovai fegyverszüneti egyezményt, melynek értelmében a harci cselekményeket fel kellett függeszteni, húsz (békeállományú) hadosztály kivételével a teljes hadsereget le kellett szerelni, ki kellett üríteni minden megszállt és az Adriai-tenger környéki területeket, továbbá az antant csapatok számára szabad felvonulást kellett biztosítani. A császári és királyi haderő főparancsnoksága azonnal elfogadta a tűzszünetet, csapatai megszüntették a harctevékenységet. Az egyezmény pótjegyzőkönyvének értelmében azonban a szerződés nem az aláírástól, hanem az egyezmény megkötését követően csak 36 óra múlva lépett hatályba. Az osztrák-magyar hadvezetőség azonban a fegyverszünet megkötését követően azonnali hatállyal felszólította csapatait a harci cselekmények beszüntetésére, így a támadó hadműveleteiket a szerződés érvénybe léptéig tovább folytató olasz csapatok a következő napokban jelentős mennyiségű hadianyagot zsákmányoltak, és csaknem 400 000 osztrák-magyar katonát ejtettek hadifogságba, akik azt hitték, már béke van, és a fegyverszünet rendelkezéseinek értelmében nem fejtettek ki fegyveres ellenállást.
November 2-áról 3-ára virradó éjjel Károly császár és király lemondott a haderő főparancsnokának tisztéről. Kéziratos feljegyzést készített, amely megtalálható a Bécsi Hadilevéltárban (Kriegsarchiv): „Kedves Báró Arz vezérezredes! Kinevezem Önt legfelsőbb hadparancsnokomnak. Károly”. Arz elhárította a kinevezést, mert nem kívánt felelősséget viselni olyan tűzszünetért, amelyet a német szövetséges beleegyezése nélkül kötöttek, ezért Károly Kövess Hermann tábornagyot nevezte ki főparancsnokká. Arz csak addig látta el ezt a tisztséget, amíg Kövess el nem foglalta új pozícióját.

## Visszavonulása, halála

Arz Arthúr a Nemzeti Hadsereg vezérkarában
(1921-ben, első sor, balról a második)

A háború befejezését követően Arz katonai pályafutása is befejeződött, 1918. december 1-jén a Monarchia teljes vezérkarával együtt a tábornokot is nyugállományba helyezték, és Bécsbe költözött. A nyugdíjas főtisztet mintegy 20 000 korona kegydíj illette meg, mely anyagi biztonságot jelenthetett volna a volt tábornok számára, a felpörgő infláció következtében azonban az amúgy sem tehetős, kevés személyes vagyontárggyal rendelkező Arz anyagi helyzete jelentősen megromlott. Ezt tetőzte, hogy személye a közvélemény részéről támadásoknak volt kitéve, ugyanis a lemondott uralkodó mellett a volt vezérkari főnököt tették felelőssé a fegyverszünet következményeiért és az azt megelőző piavei fiaskóért. Az ügyben a megalakuló új Osztrák Köztársaság egy 1918. december 19-én elfogadott törvény értelmében vizsgálatot indított kötelezettségszegés vádjával Arz ellen elsősorban a piavei csatával összefüggésben, de a vizsgálat eredménytelenül zárult (a nemzetgyűlés saját álláspontja szerint nem állt kellő mennyiségű adat rendelkezésükre ahhoz, hogy az eseményekért konkrét személyi felelőst nevezzenek meg a felsőbb parancsnokság soraiból).
A trianoni békeszerződés 1920-as elfogadását követően román illetőségűnek minősítették, mivel szülővárosa, Nagyszeben, a Románia által megszállt és bekebelezett Erdély területére esett. Arz megtagadta, hogy Romániába költözzék, mert a románok elleni 1916-os hadi sikerei miatt a román hatóságok megtorlásával számolhatott. Ennek ellenére 1921 januárjától nyugdíját a román állam folyósította tovább egészen 1923-ig, mikor a román miniszterelnök, Ion I. C. Brătianu közbenjárására a román törvényhozás elfogadta azt a törvényjavaslatot, melynek értelmében az erdélyi, bánáti, valamint bukovinai illetőségű császári és királyi katonatiszti nyugdíjak fizetését a román állam megtagadta azon személyek esetében, akik nem Romániában éltek. Az előbbiekben már ismertetett okból kifolyólag Arz nem hagyta el Bécset, azonban jövedelem nélkül maradt. Szegénységben élt, 1923. július 11-én saját és hetvenkét tiszttársa nevében levélben fordult segítségért a magyar miniszterelnökhöz, Bethlen Istvánhoz, azonban beadványát elutasították. Támogatására a császári és királyi vezérkar volt tisztjei egy pénzalapot adtak össze, amelyből szerény összegű havi segélyt kapott, hogy önállóan fenntarthassa magát.
1924-ben Arz kiadta visszaemlékezéseit, „Az 1914–1918-as nagy háború története” címmel. Hosszas huzavona után a magyar kormány csak 1926 júniusától folyósított számára kegydíjat (1925. november 1-jétől visszamenőleg). 1926-ban a tiszttársak által felállított pénzalapot ekkor átalakították „A volt vezérkari tisztek segélyalapjává” („Fonds der Offiziere des ehem. Generalstabs”). 1931-től (magyar parlamenti vitákat követően) számos társához hasonlóan Arznak is feltételül szabták, hogy kegydíjának fejében életvitelszerűen kell Budapesten tartózkodnia. 1932 elején Arz hivatalosan Magyarországra költözött, ugyanakkor bécsi lakcíméről nem jelentette ki magát, és továbbra is rendszeresen tartózkodott a „császárvárosban”.
Arz Artúr 1933-ban magyar állampolgárságot kért és kapott. Megírta és 1935-ben kiadta háborús visszaemlékezéseit, A Birodalom harca és bukása címmel. Arz műve – ellentétben sok korabeli hasonló visszaemlékezéssel – nem tartalmaz semmiféle politikai megnyilvánulást vagy önigazolási kísérletet. Arzot, mint a Katonai Mária Terézia-rend (MMThO) parancsnoki fokozatának birtokosát, bizottsági tagként (Kapitular) bevonták az MMThO-nak a háború után létrehozott érdemrend-odaítélő testületébe, amely a k.u.k. hadsereg volt tisztjeinek e kitüntetésre való felterjesztését vizsgálta ki (az utolsó kitüntetéseket 1931-ben osztották ki, ezt követően a káptalan beszüntette a Rend működését).
Arz báró egészségi állapota az 1930-as évektől kezdve fokozatos romlásnak indult, az előrehaladott korú volt főtisztet szívgyengeség, ütőér-elmeszesedés kínozta, és előbbivel összefüggésben angina pectoris alakult ki a szervezetében. 1935 júniusának végén Budapesten tartózkodott, nyugdíja ügyében. Szívrohamot kapott, és a Gyáli úti helyőrségi kórházba szállították kezelésre, ahol a későbbiekben meglátogatta őt betegágyánál a budapesti látogatásán tartózkodó Mackensen tábornagy és a magyar kormányzó, Horthy Miklós is. 1935 késő tavaszán a beteg állapota válságosra fordult, és júniusban az orvosok feladták a reményt, fájdalomcsillapítókkal igyekeztek csökkenteni szenvedéseit. Arz tábornok, a Monarchia utolsó vezérkari főnöke 1935. július 1-jén hunyt el.
Temetésére evangélikus szertartás szerint, teljes katonai tiszteletadás mellett került sor július 4-én Budapesten, a Kerepesi temetőben. Arz koporsóját a Katonai Mária Terézia Rend vörös-fehér színű díszes leple borította, az elhunyt földi maradványait a magyar himnusz hangjaira helyezték végső nyugalomra. A ceremónián számos katonai és politikai vezető is képviseltette magát, többek közt a magyar kormány képviselői és Mackensen német tábornagy fia, Georg Mackensen.

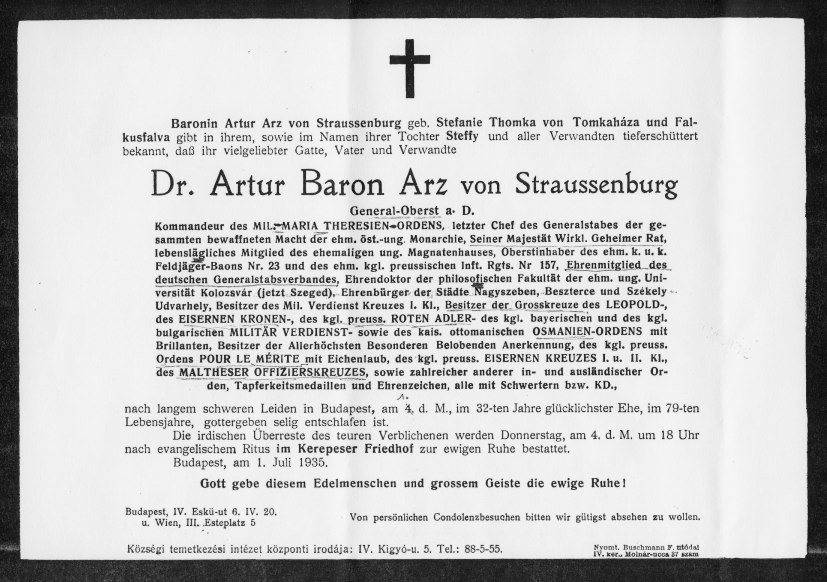
Arz Artúr nyugalmazott vezérezredes gyászjelentése
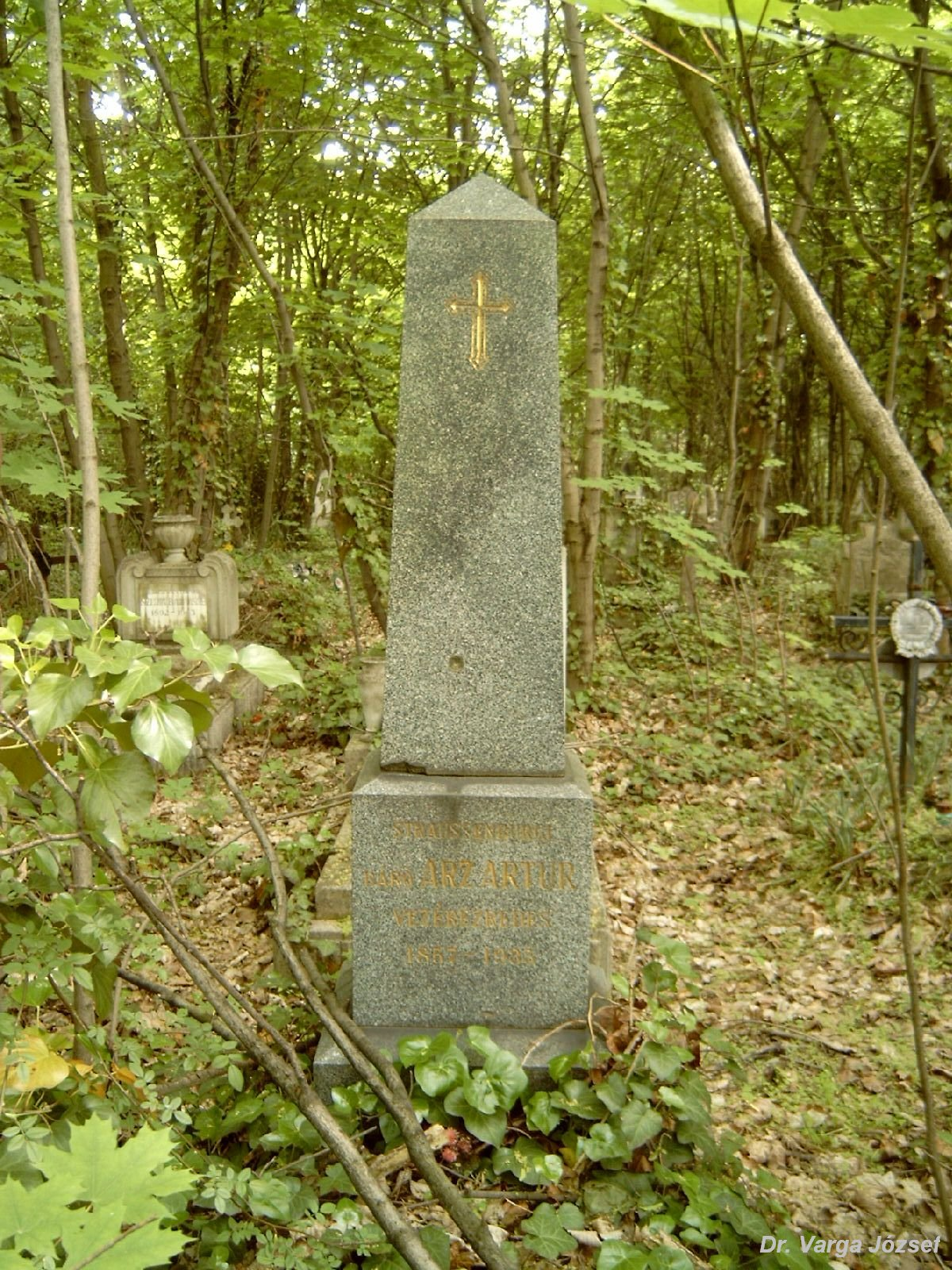
Arthur Arz von Straussenburg sírja Budapesten. Új köztemető: 84-7-31

## Személyisége, megítélése
Arz életpályáját és személyiségét áttekintve sokban különbözött a Császári és Királyi Hadsereg soraiban szolgáló tiszttársaitól. Fiatalon a szakmai jellemzések fess, jóképű, szívós fizikumú, jó erőnléttel rendelkezőnek írták le, csak a későbbiekben, pályafutásának előrehaladtával szedett fel plusz kilókat. Szemüvegét, mely számos kortársa szemében hivatalnok-külsőt kölcsönzött neki enyhe rövidlátása miatt kellett viselnie, az erre utaló első írásos említés 1888-ból, a bécsi Hadiiskola befejezését követően lelhető fel. Ezeken felül a tábornok legjellegzetesebb vonása szangvinikus szemléletmódja volt. Arz kedvelte a társasági életet, és még a háború ideje alatt is meg tudta őrizni jó kedélyét, társalgásaiban nem óvakodott a szellemes megjegyzésektől, kerülte a hideg modorosságot. Jól mozgott a társaságban, jó tánctudással is rendelkezett, de igen kedvelte a vadászatot is, szeretett lovagolni, egyszersmind jó lovasnak számított. Bár őt magát is megviselte a hivatalával, a hadsereg vezérkarának vezetésével járó felelősség nagysága, ugyanakkor a depresszió távol állt tőle, hivatali teendőit pontosan és lelkiismeretesen látta el. Arz békülékeny jelleme segített a hadvezetésen belüli konfliktusok elsimításában, ugyanakkor sokszor hiányzott belőle a kellő, erélyes fellépés, melynek hiánya súlyos következményekkel járt (lásd a piavei vereséget).
Frontparancsnokként a háború legsikeresebb osztrák-magyar tábornokai közé tartozott, különösen a limanovai csatában és a gorlicei áttörésben játszott szerepe kiemelendő, de Erdély védelmét is a nehéz körülmények közepette sikeresen vezényelte le, hogy aztán a német csapatok megérkezésével ellentámadásba bocsátkozzon. Hadtest szintjén kiváló parancsnoknak bizonyult, de stratégiai átlátó képessége nem mondható jobbnak átlagosnál. Vezérkari főnökként elődjével, Conraddal ellentétben nem szólt bele a politikai vitákba, ahogy ő hangsúlyozta: „nem aktív politizálással bíztak meg, de kötelességem volt beavatkozni, ha a politikai folyamatok a hadsereg érdekeit sértették”, a tábornok a politika arénájában járatlan és irányítható személyiségnek bizonyult. A neves osztrák hadtörténész, Manfried Rauchensteiner szerint Arz is azokhoz az apolitikus német tisztekhez hasonlított, akikkel a német hadsereg tekintetében Hans-Ulrich Wehler foglalkozott: „E sablonosan gondolkodó tisztek sokkal inkább csak arra törekedtek, hogy megpróbálják alkalmazni a jól megtanult hadászati elméleteket”.
Vezérkari főnökként való másfél éves regnálása során a Monarchia fontos győzelmeket aratott mind a keleti-, mind az olasz fronton, azonban vitathatatlan felelősség terheli a piavei kudarcért, melynek fő oka volt, hogy nem bírta kellően bevetni a befolyását a koncentrált támadás érdekében. A teljes 150 km-es arcvonalon végrehajtott offenzíva az első napokban megtorpant, és elmaradt a kívánt áttörés, osztrák–magyar haderő pedig annyira meggyöngült, hogy véglegesen elveszítette támadó képességét. Arz vezérezredes érdemei elsősorban a szervezés terén nyilvánultak meg, sikeresen újjászervezte a Császári és Királyi Hadsereget 1917–1918 között, az ellátási nehézségek-és a belpolitikai változások ellenére 1918 őszéig a csapatok az összes fronton sikeresen kitartottak, sőt 1918. november elején még akkor is folytatták a harcot, amikor az Osztrák–Magyar Monarchia államalakulatként már megszűnt létezni.
Bár IV. Károly több rendelkezésével nem értett egyet, mindvégig töretlen maradt hűsége az uralkodójához annak ellenére, hogy minden bizonnyal önmaga előtt is világossá vált, hogy elődjének szükségszerűen csak "árnyékává" válhat, és kinevezése a posztra egyúttal jelzése az uralkodó ambícióinak. A király béketörekvéseivel nem mutatott egyetértést, a világháború előrehaladtával sok kortársához hasonlóan egyre inkább totális konfliktusként tekintett a háborúra, melynek végső eredménye a Monarchia fennmaradása vagy bukása, ugyanakkor a háború után elismerte IV. Károly törekvéseinek helyességét. Arz vezérezredes a dualista állam felbomlásában kulcsfontosságú tényezőnek látta az uralkodó 1918. október 16-án megalkotott manifesztumát, amely katalizálta és megerősítette a bukás folyamatát, ugyanakkor nem gátolta meg a kiadását, és azt megelőzően, szeptemberben maga is lerakott az uralkodó asztalára egy föderalizálási javaslatot.
Arzról készített monográfiájában Ligeti Dávid Ádám az uralkodó alakjával párhuzamot vonva így ír: „Arznak hirtelen kellett volna egyszerre dörzsölt politikusnak, lángeszű katonai géniusznak, leleményes diplomatának, kiváló gazdasági szakembernek és kifogástalanul mérlegelő uralkodói tanácsadónak lennie, hogy a kibontakozó katasztrófát meggátolhassa [...] Arz meg kívánt felelni ezeknek a követelményeknek, azonban a feladat súlya erősebbnek bizonyult ezeknél a törekvéseknél. Egyedül a háború vált olyan mértékűvé 1917 tavaszára, amely teljesen új dimenziókat nyitott meg a küzdelem végkimenetele szempontjából, és erre a központi hatalmak elitjéhez hasonlóan Arz is felkészületlen volt”.
Balla Tibor értékelése szerint Arthur Arz az első világháború egyik legismertebb és legsikeresebb osztrák–magyar hadvezére, egyúttal meghatározó személyisége volt. A Monarchia egyik legsikeresebb hadvezére volt a Nagy Háború első három évében, különösen a limanowai csatában, valamint a gorlicei áttörésben nyújtott teljesítménye nevezhető kiemelkedőnek. Vezérkari  főnökként  a  Monarchia  haderejének  operatív  irányítását  több  mint  másfél éven keresztül látta el, ezen időszak alatt a császári és királyi fegyveres erő kiszorította ellenségeit a dualista állam területéről, sikeresen elhárítva két olasz-, valamint a Kerenszkij-offenzívát. Arz nevéhez köthető Ausztria–Magyarország egyik legnagyobb első világháborúban aratott győzelme, a caporettói áttörés is.

## Kitüntetései

### Hazai kitüntetései
| - Jubileumi Emlékérem a fegyveres erők számára 1898 (1898. december 2.) - Katonai Tiszti Szolgálati Jel III. osztálya (1902. június 1.) - Osztrák Császári Vaskorona-rend III. osztálya (1906. március 10.) - Osztrák Császári Lipót-rend lovagkeresztje (1908. november 27.) - Katonai Jubileumi Kereszt 1908 (1908. december 2.) - Katonai Tiszti Szolgálati Jel II. osztálya (1912. június 1.) - Osztrák Császári Lipót-rend parancsnoki keresztje (1914. október 22.) - Osztrák Császári Vaskorona-rend I. osztálya (1915. április 9.) - Katonai Érdemkereszt II. osztálya (1915. május 25.) - Vöröskereszt I. osztályú Díszjelvénye (1915. május 31.) - Osztrák Császári Lipót-rend I. osztálya (1915. augusztus 28.) | - Bronz Katonai Érdemérem (1916. március 11.) - Osztrák Császári Lipót-rend nagykeresztje (1917. március 21.) - Katonai Érdemkereszt I. osztálya (1917. július 28.) - Vöröskereszt Érdemcsillaga (1917. augusztus 3.) - Katonai Mária Terézia-rend középkeresztje (1917. augusztus 14.) - Nagy Katonai Érdemérem (1917. október 28.) - Osztrák Császári Lipót-rend parancsnoki keresztje kardokkal - Osztrák Császári Vaskorona-rend I. osztálya kardokkal - Katonai Érdemkereszt II. osztálya kardokkal - Osztrák Császári Lipót-rend I. osztálya kardokkal - Bronz Katonai Érdemérem kardokkal |

### Külföldi kitüntetései
| - Perzsa Nap és Oroszlán-rend III. osztálya (1910. október 19.) - Porosz Korona-rend II. osztálya (1902. július 12.) - Spanyol Katonai Érdemrend III. osztályú keresztje (1906. április 22.) - Románia Csillaga érdemrend parancsnoki keresztje kardokkal (1907. április 10.) - Porosz Vörös Sas-rend II. osztálya (1909. január 29.) - Német Vaskereszt II. osztálya (1915. június 14.) - Német Vaskereszt I. osztálya (1915. július 3.) - Porosz Pour le Mérite (1915. október 31.) - Porosz Vörös Sas-rend I. osztálya kardokkal (1917. március 25.) - Porosz Pour le Mérite rendhez tölgyfalombok (1917. november 26.) - Német Lovagrend Mária Keresztje (1918) | - Szuverén Máltai Lovagrend Érdemkeresztje (1918) - Szász Szent Henrik Katonai-rend lovagkeresztje és parancsnoki keresztjének II. osztálya - Lippei Háborús Érdemkereszt - Bolgár Vitézségi Érdemrend II. osztálya - Török arany és ezüst Imtiaz Érem - Török Háborús Emlékérem - Schaumburg-Lippe Hercegség, Hű Szolgálatért Érdemkereszt - Török Oszmán-rend I. osztálya kardokkal - Porosz Vörös Sas-rend nagykeresztje kardokkal - Bolgár Katonai Érdemrend nagykeresztje kardokkal - Török Oszmán-rend I. osztálya kardokkal és gyémántokkal |

### Egyéb kitüntetései, elismerései
- Beszterce díszpolgára (1915. október 29.)
- Nagyszeben és Székelyudvarhely díszpolgára (1915)
- császári és királyi titkos tanácsos (1916. május 19.)
- a Kolozsvári Tudományegyetem Bölcsészettudományi Karának díszdoktora (1917. április 17.)[94]
- magyar bárói rang (1917. április 19.)
- a 23. magyar tábori vadászzászlóalj ezredtulajdonosa (1917. június 15.)[95]
- a magyar főrendi ház (élethossziglani) tagja (1917. augusztus 16.)
- a porosz királyi 157. gyalogezred főnöke (1917. november 4.)
- az Erdélyi Szászok Bécsi Egyesületének tiszteletbeli vezetője
- az egykori német vezérkari tisztek alapította, Alfred von Schlieffenről elnevezett egyesületének tiszteletbeli tagja (1923. február 28.)
- a Katonai Mária Terézia-rend rendi káptalanjának elnöke (1927. április 26.)[93]

## Művei
- Az 1914–18-as nagy háború történetéhez (Zur Geschichte des Grossen Krieges 1914–1918), Bécs, 1924
- 1914-1918. A központi monarchiák harca és összeomlása (Kampf und Sturz des Kaiserreiches, 1935); ford. Kisfaludy-Péter Elemér; Kapucinus Ny., Bp., 1942

### Nyomtatott művek
- Oskar Regele. Gericht über Habsburgs Wehrmacht. Letzte Siege und Untergang unter dem Armee Oberkommando Kaiser Karls I., Generaloberst Arz von Straussenburg (német nyelven). Wien: Verlag Herold (1968)
- Bruno W. Knopp. Das Vermächtnis des Generalstabschefs A. Arz von Straussenburg. Die geistigen, politischen und religiös-sittlichen Grundlagen eines Vielvölkerstaates (német nyelven). ISBN 3928389076
- Oskar von Hofmann – Gustav von Hubka.szerk.: Dr. Carl Freiherr von Bardolff: Der Militär-Maria Theresien-Orden. Die Auszeichnungen im Weltkrieg 1914–1918. (A Katonai Mária Terézia-rend. Kitüntetések a világháború alatt) (német nyelven). Wien: Verlag Militärwissenschaftliche Mitteilungen (1943/1944)
- Jörg C. Steiner. Schematismus der Generäle und Obersten der k.u.k. Armee, Stand 31.12.1918 (A császári és királyi hadsereg tábornokainak és ezredeseinek névjegyzéke, 1918. dec. 12-ei állapot (német nyelven). Wien: Edition S & M (1992). ISBN 3-901215-01-8

### Internetes oldalak
- bibl.u-szeged.hu: Arz Artúr von Straussenburg (magyar nyelven). (Hozzáférés: 2018. május 25.)
- keptar.oszk.hu: Pflanzer-Baltin lovassági tábornok és Arthur Arz tábornok a fronton (korabeli fénykép - OSZK képtár) (magyar nyelven). (Hozzáférés: 2018. május 22.)
- filmhiradokonline.hu: A monarchia utolsó vezérkari főnökének, Arz Artur bárónak a temetése a Kerepesi temetőben (korabeli archiv filmfelvétel) (magyar nyelven). (Hozzáférés: 2018. május 11.)
- Hadtörténelmi Levéltár: Hadtestparancsnokságok (Fond- és állagjegyzék : A Hadtörténelmi Levéltár őrzésében lévő katonai iratok) (magyar nyelven). (Hozzáférés: 2018. május 23.)